# Regentkaptajn
Regentkaptajn (italiensk: Capitani reggenti) er titlen på de to statsoverhoveder for San Marino. Embedet er på valg hvert halve år i Consiglio Grande e Generale (San Marinos parlament). Normalt vælges de to regentkaptajner fra partier, der hører til forskellige ender af det politiske spektrum. Indsættelsen af regentkaptajnerne finder sted 1. april og 1. oktober. Traditionen kan spores tilbage til 1200-tallet.

## Historie
Etableringen af styreformen kan dateres tilbage til første halvdel af 1200-tallet, hvor titlen var "konsul", en titel hentet i oldtidens Rom, og hvor opgaven var at holde justits. De første to konsuler, man kender til, blev valgt i 1243 af Consiglio Grande e Generale, og valget gjaldt for seks måneder, hvilket fortsat er tilfældet.
Mod slutningen af 1200-tallet blev institutionens navn ændret, hvor en af de valgte tog titlen "kaptajn" og den anden "forsvarer", og i 1317 blev de til "rektorkaptajner". På den tid var det normalt, at en af disse rektorkaptajner tilhørte overklassen for at sikre kundskaber til at regere republikken med fornøden kompetence, mens den anden hørte til den arbejdende klasse.
I 1972 blev der vedtaget en lov, der fjernede alle restriktioner, der hindrede kvinder i at indtage offentlige hverv. 1. april 1981 blev den første kvinde, Maria Lea Pedini-Angelini, valgt som regentkaptajn, mens der for første gang blev valgt to kvindelige regentkaptajner 1. april 2017, da Vanessa D'Ambrosio og Mimma Zavoli blev valgt.

## Valgprocedure
Regentkaptajnerne vælges hvert halve år af Consiglio Grande e Generale, og oftest findes de på hver side af den politiske skala for at sikre en vis balance og ligeligt tilsyn. Valget er styret af en lov fra 1945, som i store træk er baseret på statutter fra 1600-tallet.
Valget af de to regentkaptajner tilsammen kræver absolut flertal. Hvis ikke dette kan opnås, afholdes en anden valgrunde.

### Valgbarhed
For at være kandidat til embedet skal man opfylde følgende betingelser:
- Have indfødsret fra fødslen (jus sanguinis)
- Være mindst 25 år
- Være medlem af Consiglio Grande e Generale
- Ikke have været regentkaptajn inden for de seneste tre år

## Magt
Regentkaptajnembedet anses for at være det øverste i San Marino. Regentkaptajnerne er statsoverhoveder, en funktion der varetages i fællesskab med gensidig vetoret. De tituleres formelt som Excellencer.
Regentkaptajnerne forventes at være upartiske, og deres magt er hovedsageligt symbolsk, da deres vigtigste opgaver er at være officielle repræsentanter for republikken og garantere overholdelsen af den konstitutionelle orden. De fører opsyn med Consiglio Grande e Generale, statskongressen og De tolvs Råd, men uden at have ret til at stemme eller bestemme. De opløser parlamentet, når valgperioden er slut, eller når det er ude af stand til at danne en stabil regering. Regentkaptajnerne har desuden magten til at kundgøre og lade nye love, der er vedtaget af Consiglio Grande e Generale, offentliggøre.

## Regentskabssyndikat
Regentkaptajnerne kan ikke på nogen måde retsforfølges, mens de sidder på posten, men ved afslutningen af perioden kan de imødese et regentskabssyndikat, hvor deres embedsførelse vurderes. Denne vurdering blev indført i 1499 og foretages nu af Collegio Garante della Costituzionalità delle Norme ("Garantikollegiet for Forfatningsreglerne"). Proceduren foreskriver, at alle registrerede borgere inden femten dage efter udløbet af regentperioden kan gøre indsigelser mod regentkaptajnernes embedsførelse ("hvad de har gjort, og hvad de ikke har gjort").